# Nolly Buco
Nolly Camingue Buco (ur. 27 listopada 1963 w Baganga) – filipiński duchowny katolicki, biskup pomocniczy Antipolo w latach 2018–2024, biskup diecezjalny Catarman od 2025. 

## Życiorys

### Prezbiterat
Święcenia kapłańskie otrzymał 18 października 1993 i został inkardynowany do diecezji Antipolo. Pracował głównie jako duszpasterz parafialny, był też m.in. pomocniczym wikariuszem sądowym oraz rektorem diecezjalnego seminarium.

### Episkopat
10 lipca 2018 papież Franciszek mianował go biskupem pomocniczym diecezji Antipolo oraz biskupem tytularnym Gemellae in Byzacena. Sakry udzielił mu 8 września 2018 biskup Francisco De Leon. 18 października 2024 został mianowany biskupem diecezji Catarman. Urząd ten objął 15 stycznia 2025. 